# HD 114092
HD 114092，又名BD+28 2187，SAO 82665、HR 4956，是一颗恒星，视星等为6.19，位于銀經40.56，銀緯86.32，其B1900.0坐标为赤經13h 3m 6.4s，赤緯+28° 86.32′ 31″。